# Pavoclinus caeruleopunctatus
Pavoclinus caeruleopunctatus is een straalvinnige vissensoort uit de familie van beschubde slijmvissen (Clinidae). De wetenschappelijke naam van de soort is voor het eerst geldig gepubliceerd in 2001 door Zsilavecz.